# Herb Pragi-Północ
Herb Pragi-Północ – herb warszawskiej dzielnicy Praga-Północ.

## Opis
Herb dzielnicy jest dawnym herbem Pragi, znajdującym się na pieczęci dołączonej do przywileju miejskiego nadanego 10 lutego 1648 przez Władysława IV Wazę.
W herbie znajduje się sylwetka domku loretańskiego, znajdującego się w kościele Matki Bożej Loretańskiej. Jest on podtrzymywany przez anioły, a powyżej widnieje Matka Boska z Dzieciątkiem otoczeni promieniami. Pod kaplicą znajduje się Ogończyk – herb rodziny Działyńskich, a także infuła i pastorał – insygnia biskupie. U dołu umieszczony jest herb kapituły kamienieckiej: dwa klucze odwrócone zębami do góry z odwrotnym położeniem zębów i miecz niemiecki biały ostrzem do góry.